# Álvaro García Álamos
Álvaro García Álamos (1928 - 2002) fue un economista, académico, empresario y político democratacristiano chileno, presidente del directorio del Banco del Estado y gerente general de la estratégica Empresa Nacional del Petróleo (Enap).
Era hijo de Desiderio García Ahumada -hombre de derecha y uno de los fundadores de la estatal Corfo- y de Aída Álamos Ojeda, una de las herederas de la empresa láctea Dos Álamos.
Cursó sus estudios en el Saint George's College de la capital y en la Escuela de Economía de la Universidad de Chile. Estuvo casado con Raquel Hurtado Torrealba, con quien tuvo cuatro hijos: Álvaro (ministro de Estado en los gobiernos de la Concertación), Pilar, Rodrigo y Alfredo. Posteriormente, contrajo matrimonio con Rubi Valenzuela Magaña, con quien tuvo un hijo, Diego.
Su primer trabajo fue en la Compañía Aceros del Pacífico (CAP), empresa en la que su padre era gerente general, y a la que llegó como contralor. Allí, a mediados de los '50, conoció a Gabriel Valdés y a otro selecto grupo de falangistas de los que se hizo muy cercano. Por esa vía conoció al entonces candidato a la Presidencia, Eduardo Frei Montalva. Una vez este en el Gobierno, ocupó los cargos de director del Banco Central y, desde 1966, el de presidente del Banco del Estado en reemplazo de Raúl Devés. También fue consejero de la Corfo e integrante del Comité Económico de la Presidencia.
Durante la Unidad Popular, García se enfrentó a un primer escándalo, pues la plana mayor del Banco del Estado fue acusada de aprobar un millonario crédito para financiar la campaña presidencial del candidato de la DC, Radomiro Tomić, en 1970. Por esta acusación, García Álamos fue detenido, aunque al poco tiempo salió en libertad y fue absuelto.
Tras el golpe de Estado de 1973, se retiró a la vida privada, ejerciendo la docencia y administrando empresas como Editorial Zig-Zag y Dos Álamos. De esta última fue presidente hasta su venta a Unilever en 1992.
Volvió al sector público en los años '90, como colaborador de Juan Pedrals, gerente general de Enap, en la transformación de la empresa en un holding petrolero. Tras la muerte de este fue nombrado gerente general.
En septiembre de 2000 acaparó la atención de los medios al salir a la luz pública una indemnización cercana a los 200 millones pesos de la época, que recibió al abandonar la Enap. El alto pago a ejecutivos de empresas estatales determinó la intervención del presidente Ricardo Lagos, quien impartió instrucciones sobre los criterios para definir dicho beneficio y el Consejo de Defensa del Estado decidió llevar adelante acciones judiciales contra él y otros altos ejecutivos por modificar un convenio colectivo sin autorización del directorio.
En octubre de 2001 la magistrada Carmen Garay, titular del 19° Juzgado del Crimen de Santiago, rechazó la petición de procesamiento por el supuesto delito de fraude al fisco por negociación incompatible.
La polémica suscitada determinó que la mesa directiva de la Democracia Cristiana pidiera al Tribunal Supremo suspender los derechos de militante de García Álamos y solicitar su expulsión de la colectividad, pero esta entidad decidió, en fallo dividido, aplicar sólo una censura por escrito al exejecutivo. No obstante, este renunció a la militancia el 25 de abril del 2001.
Falleció de un cáncer de páncreas en el año 2002.